# Buellia aequata
Buellia aequata är en lavart som först beskrevs av Erik Acharius, och fick sitt nu gällande namn av Szatala 1943. Buellia aequata ingår i släktet Buellia och familjen Caliciaceae.   Inga underarter finns listade i Catalogue of Life.